# II Gobierno de Antonio González y González

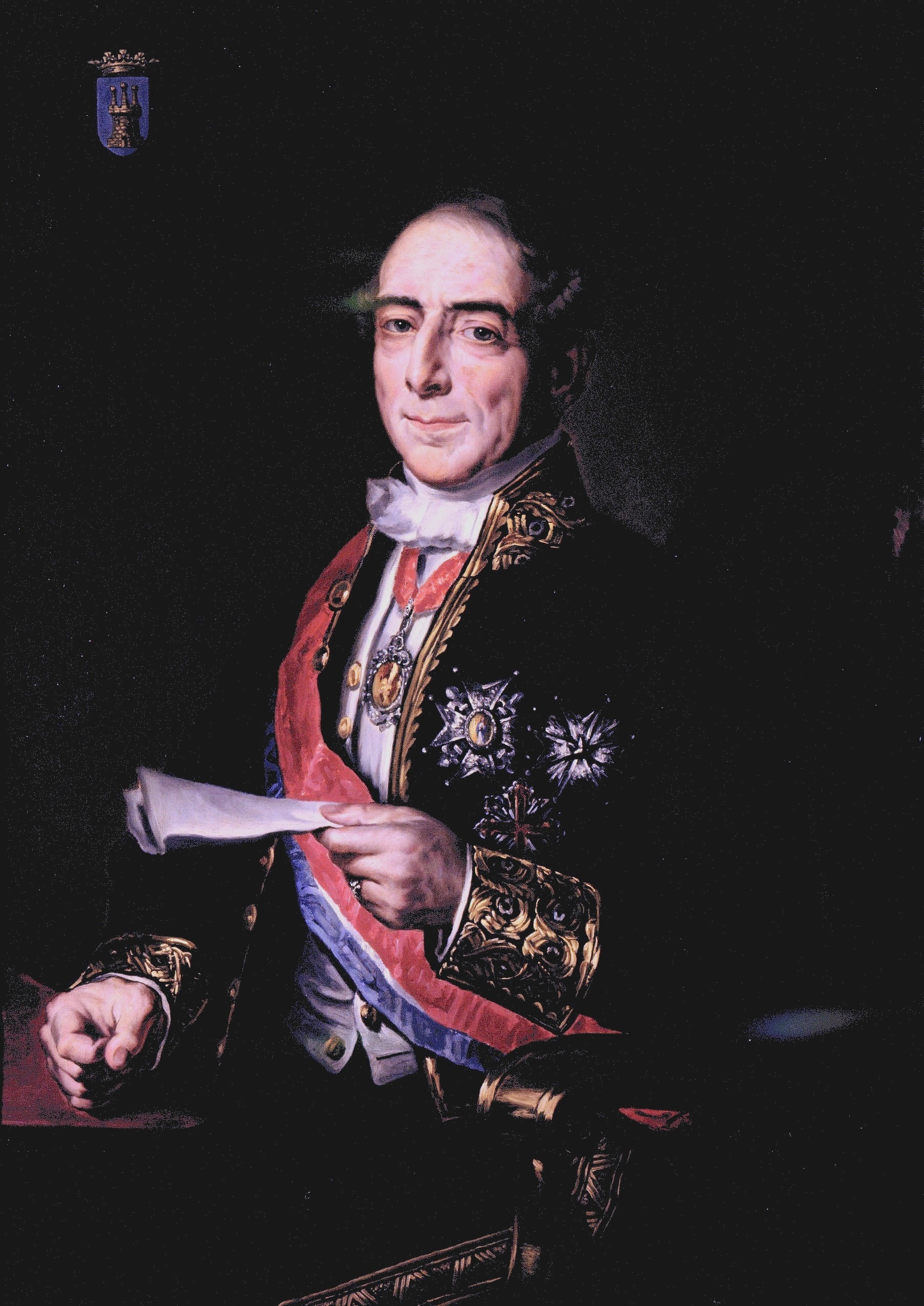
Antonio González González por Ricardo María Navarrete y Fos.

Con la dimisión de Joaquín María Ferrer, el regente Espartero nombró, tras ser rechazado por varios candidatos de peso, al progresista Antonio González y González Presidente del Consejo de Ministros de España el 20 de mayo de 1841.
El gobierno encaminó su labor a dotar al Estado de un carácter liberal-progresista, así, se suprimió la licencia foral (Ley 20 de septiembre de 1841) y se emitieron leyes que alteraban las relaciones Iglesia-Estado provocando las protestas del Papa Gregorio XVI y tensando las relaciones entre España y la Santa Sede hasta el Concordato de 1851:
- 14 de agosto de 1841: Ley de Mantenimiento de Culto y Clero.
- 3 de septiembre de 1841: Ley de Renovación de la desamortización, Desamortización de Espartero.
- 13 de septiembre de 1841: Ley de Jurisdicción eclesiástica.
- Renovación de la obligatoriedad del juramento de fidelidad al régimen de la regencia por parte del clero.

En materia económica se creó un nuevo arancel en 1841 de marcado carácter proteccionista en un intento de ganarse el apoyo de la burguesía mercantil, sobre todo catalana. Se trató de renegociar la deuda con las entidades financieras británicas, lo que consiguió en parte, y se redujo considerablemente los gastos del ejército, que pasaron de 1.700 millones de reales a 1.100 millones. También se impulsó una reforma tributaria, que incluyó una revisión a fondo del sistema de contribuciones que fue rechazada por las Cortes.
En cuanto a la política exterior el gobierno tuvo un incidente diplomático cuando el embajador del Reino de Francia en Madrid, Conde de Salvandy, intentó presentar sus credenciales a la reina Isabel II, en aquel momento menor de edad. El gobierno se negó  alegando el artículo 59 de la Constitución por la que el Regente ejercía toda la autoridad del rey. Estaba claro que pese al apoyo de las Cortes, la figura del regente estaba debilitada entre los principales aliados de España, Francia y Reino Unido.
Fueron numerosos los problemas a los que se enfrentó el gobierno, no sólo a los elementos ultra conservadores opuestos al sistema liberal sino también a los moderados contrarios al regente y a la política excesivamente progresista del gobierno. La situación se agravó con la aparición de la firma de Espartero en un contrato ajustado para llevar a cabo la capitalización de los intereses de la deuda extranjera que generó intensos debates.
Las debilidades dentro del partido progresista, la oposición general a la política del gobierno y la pérdida de confianza en el regente llevó a muchos sectores moderados junto con elementos conservadores al levantamiento de O'Donnell en 1841 que fue sofocada con dificultad por el gobierno. Poco después estallaba una revuelta en Barcelona (previa a la gran revolución de 1842) también suprimida con dificultad. La represión de Espartero, sobre los cabecillas militares (fusilamiento del general Diego de León y el marino y exministro de Marina Manuel Montes de Oca), le acarreó la pérdida de confianza dentro del ejército.
Así mismo la oposición al gobierno se gestaba también dentro del partido progresista ante la cada vez más autoritaria política del regente, como se ve en el hecho de que pese a tener mayoría progresista en las Cortes el gobierno tuvo problemas para aprobar los presupuestos para 1841. Sin embargo no pudo superar una moción de censura encabezada por el progresista Salustiano de Olózaga y Antonio González y González dimitió el 17 de junio de 1842.
| Composición del Gobierno                               | |                    |                     |
| Cargo                                                  | Titular | Inicio             | Fin                 |
| Presidente del Consejo de Ministros                    | Antonio González y González                                                                                       | 20 de mayo de 1841 | 17 de junio de 1842 |
| Ministro de Estado                                     | Antonio González y González                                                                                       | 20 de mayo de 1841 | 17 de junio de 1842 |
| Ministro de Gracia y Justicia                          | José Alonso Ruiz de Conejares                                                                                     | 21 de mayo de 1841 | 17 de junio de 1842 |
| Ministro de la Guerra                                  | Evaristo Fernández de San Miguel                                                                                  | 21 de mayo de 1841 | 17 de junio de 1842 |
| Ministro de la Guerra                                  | Andrés García Camba (interino durante la ausencia del titular: 20 de octubre - 23 de noviembre de 1841)           | 21 de mayo de 1841 | 17 de junio de 1842 |
| Ministro de Hacienda                                   | Pedro Surra y Rull                                                                                                | 21 de mayo de 1841 | 25 de mayo de 1842  |
| Ministro de Hacienda                                   | Antonio María del Valle (interino)                                                                                | 26 de mayo de 1842 | 17 de junio de 1842 |
| Ministro de la Gobernación de la Península             | Facundo Infante                                                                                                   | 21 de mayo de 1841 | 17 de junio de 1842 |
| Ministro de la Gobernación de la Península             | José Alonso Ruiz de Conejares (interino durante la ausencia del titular: 20 de octubre - 25 de noviembre de 1841) | 21 de mayo de 1841 | 17 de junio de 1842 |
| Ministro de Marina, Comercio y Gobernación de Ultramar | Andrés García Camba                                                                                               | 21 de mayo de 1841 | 25 de mayo de 1842  |
| Ministro de Marina, Comercio y Gobernación de Ultramar | Evaristo Fernández de San Miguel (interino)                                                                       | 26 de mayo de 1841 | 17 de junio de 1842 |

| Predecesor: I Gobierno de Joaquín María Ferrer | 20 de mayo de 1841 - 17 de junio de 1842 | Sucesor: I Gobierno de José Ramón Rodil |